# 涵江区
涵江区是福建省莆田市的市辖区，位于福建省闽东南沿海中段，东临興化灣與台湾海峡相接，是莆田市的中心城区组成部分和工业经济重地，區政府駐興涵街1號。

## 历史
1958年，置莆田县涵江公社。1961年，析置涵江镇。1983年，涵江镇、涵江公社合并置县级涵江区，独立出莆田县成为地级莆田市的一部分与莆田县并立。唐代围海造田，设涵洞泄涝，名涵头，后雅称为今名。
2002年2月，经国务院批确，莆田市进行部分区划调整，涵江区由原辖的三镇两街扩大为九镇一乡两街及赤港华侨经济开发区，地域面积由原来的60平方公里拓展为752平方公里，人口43万人。

## 行政区划
涵江区下辖2个街道办事处、9个镇、1个乡：
涵东街道、涵西街道、三江口镇、白塘镇、国欢镇、梧塘镇、江口镇、萩芦镇、白沙镇、庄边镇、新县镇、大洋乡和赤港开发区。

## 人口
涵江区第七次全国人口普查公报2020七人普
全区常住人口为479605人，与2010年第六次全国人口普查的470097人相比，十年共增加9508人，增长2.02%，年平均增长率为0.20%。 全区共有家庭户149102户，集体户10287户；家庭户人口为436544人，集体户人口为43061人。

## 交通
- 324国道过境。
- 福厦铁路：涵江站